# ラザル・マルコヴィッチ
ラザル・マルコヴィッチ（セルビア語: Лазар Марковић、ラテン語: Lazar Marković、1994年3月2日 - ）は、ユーゴスラビア（現：セルビア）出身のサッカー選手。バニーヤースSC所属。ポジションはミッドフィールダー。

## 経歴

### クラブ
2006年からセルビアのパルチザン・ベオグラードのユースチームに所属し、2011年、FKスロボダ・ウジツェ戦でプロデビューを果たした。2011年8月13日、FKノヴィ・パザル戦でプロ初ゴールを記録した。
2013年6月、SLベンフィカへの移籍が決定した。
2014年7月、リヴァプールFCへの移籍が決定した。しかし、ブレンダン・ロジャーズ監督によって導入された3-4-2-1のウイングバックで起用されることが多く、守備も多く求められるポジションでもあることからなかなか本来の持ち味を出すことが出来ずリーグ戦はわずか2得点に留まった。
2015-16シーズンはフェネルバフチェSKにレンタル移籍した。
2016-17シーズンはスポルティングCPにレンタル移籍したものの半年で打ち切られ、残りの半分はハル・シティでプレーした。
2018年1月31日、RSCアンデルレヒトにシーズン終了までのレンタル移籍で加入。
リヴァプールに戻ってからはU-23カテゴリーの試合に出場などしていたが、2019年1月31日、フラムFCにフリー移籍、シーズン終了までの契約を結んだ。2015年5月のQPR戦で途中出場して以来、リヴァプールでは公式戦での出場機会に恵まれなかった。
2019年9月3日、古巣のパルチザン・ベオグラードと3年契約を結んだ。
2022年7月20日、ガズィアンテプFKへ完全移籍。契約期間は2年で、1年間の延長オプションがついている。

### 代表
セルビア代表として各年代でプレーしている。
2012年2月28日のアルメニアとの親善試合でA代表デビュー。同年11月14日のチリとの親善試合で代表初得点を挙げた。

## 個人成績
| クラブ                  | シーズン | リーグ | リーグ | カップ | カップ | リーグカップ | リーグカップ | 国際大会 | 国際大会 | 合計 | 合計 |
| クラブ                  | シーズン | 出場   | 得点   | 出場   | 得点   | 出場         | 得点         | 出場     | 得点     | 出場 | 得点 |
| ----------------------- | -------- | ------ | ------ | ------ | ------ | ------------ | ------------ | -------- | -------- | ---- | ---- |
| パルチザン              | 2010-11  | 1      | 0      | 0      | 0      | —            | —            | 0        | 0        | 1    | 0    |
| パルチザン              | 2011-12  | 26     | 6      | 3      | 1      | —            | —            | 4        | 0        | 33   | 7    |
| パルチザン              | 2012-13  | 19     | 7      | 0      | 0      | —            | —            | 12       | 0        | 31   | 7    |
| パルチザン              | 通算     | 46     | 13     | 3      | 1      | —            | —            | 16       | 0        | 65   | 14   |
| ベンフィカ              | 2013-14  | 26     | 5      | 6      | 1      | 4            | 0            | 13       | 1        | 49   | 7    |
| リヴァプール            | 2014-15  | 19     | 2      | 6      | 0      | 5            | 1            | 4        | 0        | 34   | 3    |
| フェネルバフチェ (loan) | 2015-16  | 14     | 0      | 4      | 1      | 0            | 0            | 2        | 1        | 20   | 2    |
| スポルティングCP (loan) | 2016-17  | 6      | 1      | 2      | 1      | 1            | 0            | 5        | 0        | 14   | 2    |
| ハル・シティ (loan)     | 2016-17  | 12     | 2      | 1      | 0      | 1            | 0            | 0        | 0        | 14   | 2    |
| 総通算                  | 総通算   | 123    | 23     | 22     | 4      | 11           | 1            | 40       | 2        | 196  | 30   |

## タイトル

### クラブ
パルチザン・ベオグラード
- セルビア・スーペルリーガ：3回 (2010-11, 2011-12, 2012-13)

SLベンフィカ
- プリメイラ・リーガ：1回 (2013-14)
- タッサ・デ・ポルトガル：1回 (2013-14)
- タッサ・ダ・リーガ：1回 (2013-14)